# John Henry Patterson (proprietário da NCR)
John Henry Patterson (13 de dezembro de 1844 – 7 de maio de 1922) foi um industrialista americano e fundador da National Cash Register Company. Foi empresário e vendedor. Liderou esforços de socorro após a enchente de Dayton de 1913, e promoveu com sucesso a forma de governo do administrador municipal.

## Primeiros anos
John Henry Patterson nasceu em Dayton, Ohio em 1844. Passou sua infância trabalhando na fazenda da família e nas serrarias de seu pai. Serviu no 131º Voluntários de Ohio em 1862.  Graduou-se no Dartmouth College em 1867, onde era membro da fraternidade Kappa Kappa Kappa (agora Kappa Pi Kappa)  Após a faculdade, trabalhou como coletor de pedágio de canal até 1870. Naquele ano, começou a administrar a Southern Ohio Coal and Iron Company. Tornou-se investidor na National Manufacturing Company em 1882, comprando-a com seu irmão em 1884 para formar a National Cash Register Company.

## Práticas empresariais pioneiras

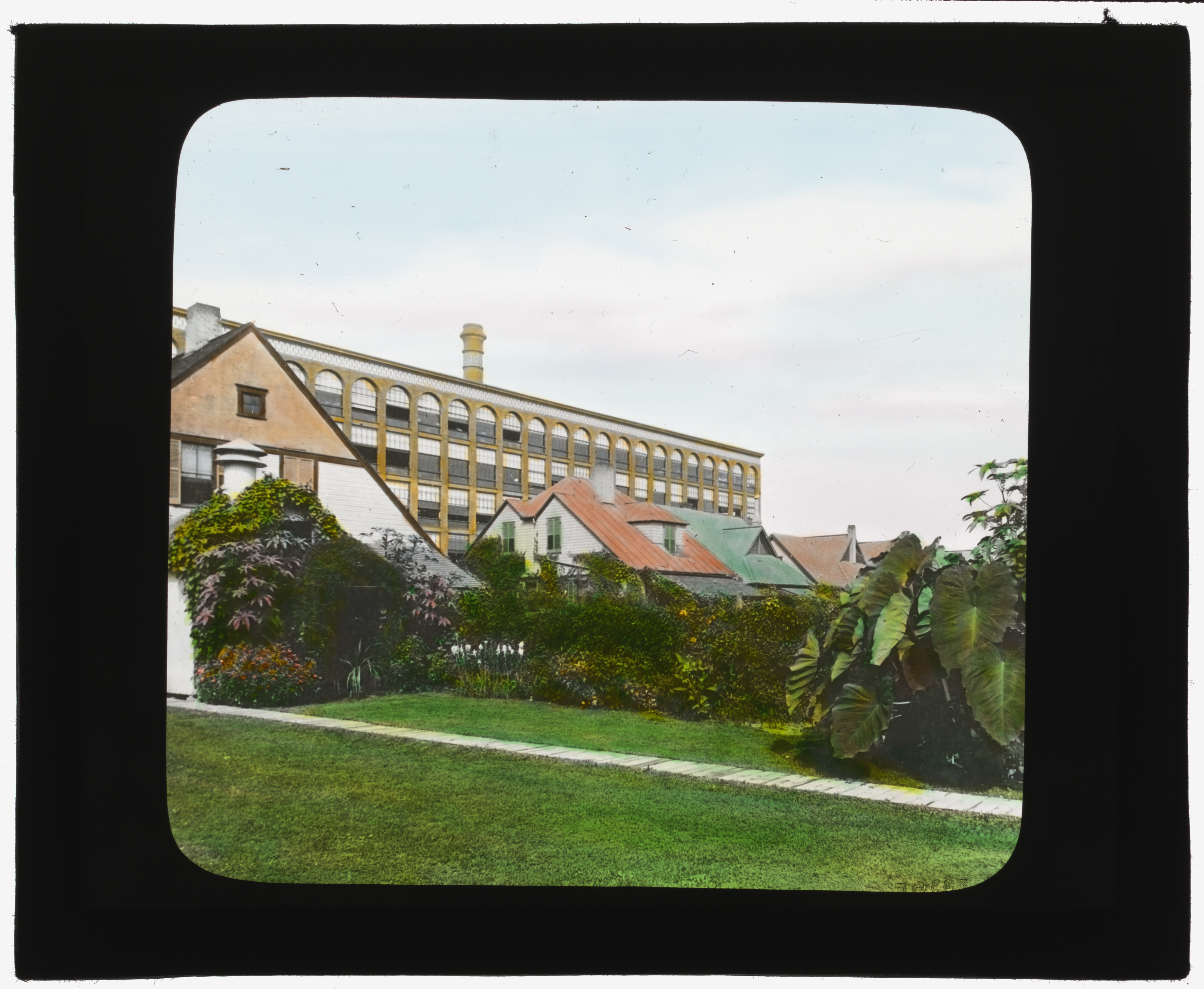
Jardins das casas dos trabalhadores em Dayton, Ohio, após renovação por John Charles Olmsted (1896)

Em 1893 ele construiu os primeiros edifícios de "fábrica de luz do dia" com janelas do chão ao teto que deixavam entrar luz e podiam ser abertas para deixar entrar ar fresco também. Isso foi numa época em que oficinas de exploração ainda estavam em operação em outros lugares. Contratou John Charles Olmsted para fazer o paisagismo dos terrenos do campus da National Cash Register Company em Dayton, com gramados espaçosos e paisagismo com plantações coloridas. Olmsted também teve participação no projeto da comunidade residencial ao redor da fábrica (South Park) bem como um sistema de parques para a Cidade de Dayton.
Baseado num manual de 16 páginas escrito por seu cunhado, Patterson estabeleceu a primeira escola de treinamento de vendas do mundo nos terrenos do campus da fábrica NCR (em Sugar Camp em Dayton, Ohio). Também cunhou uma frase para sua divisão de serviços que, até aproximadamente a época em que a empresa foi comprada pela AT&T, ficava pendurada na parede de cada departamento de serviços da empresa. A frase era: "Não Podemos Nos Dar ao Luxo de Ter Um Único Cliente Insatisfeito".

## NCR e IBM
Patterson era famoso por demitir Thomas Watson Sr., que se tornou Gerente Geral, depois Presidente, da CTR, posteriormente renomeada IBM. Tantos empresários proeminentes foram treinados e demitidos por Patterson que alguns historiadores de negócios consideravam a experiência na NCR como equivalente aproximado de um diploma de MBA. Patterson também era famoso por demitir muitas pessoas por motivos bastante triviais, por exemplo, se não conseguissem lhe dizer por que as bandeiras estavam tremulando naquele dia. Charles F. Kettering foi contratado e demitido na NCR várias vezes; uma vez por falhar num evento equestre. Supostamente, Patterson o demitiu com a observação: "Qualquer um que não consegue lidar com um cavalo não consegue lidar com homens".

### Violação da Lei Sherman Antitruste
Em 1912, a NCR foi considerada culpada por violar a Lei Sherman Antitruste. Patterson, Watson e 26 outros executivos e gerentes da NCR foram condenados por práticas de vendas anticoncorrenciais ilegais e sentenciados a um ano de prisão. Suas condenações foram impopulares com o público devido aos esforços de Patterson e Watson para ajudar os afetados pelas enchentes de Dayton, Ohio de 1913, mas esforços para que fossem perdoados pelo Presidente Woodrow Wilson não tiveram sucesso. No entanto, suas condenações foram anuladas em recurso em 1915 com base no argumento de que evidências importantes da defesa deveriam ter sido admitidas.

## Grande Enchente de Dayton
Durante o desastre da Grande Enchente de Dayton, John H. Patterson contribuiu significativamente para os esforços de recuperação. Funcionários da NCR construíram quase 300 barcos de fundo chato e Patterson organizou equipes de resgate para salvar os milhares de pessoas presas em telhados e andares superiores de edifícios. Transformou a fábrica da NCR na Stewart Street num abrigo de emergência fornecendo comida e alojamento, e organizou médicos e enfermeiros locais para fornecer cuidados médicos. A visão de Patterson para uma bacia hidrográfica administrada para o Rio Great Miami resultou no desenvolvimento do Distrito de Conservação de Miami, um dos primeiros grandes distritos de controle de enchentes nos Estados Unidos.

## Vida pessoal
Patterson frequentou a Miami University, Oxford, Ohio e graduou-se no Dartmouth College em 1867. Enquanto estava em Miami, Patterson era membro da Beta Theta Pi.
Em 1888 Patterson casou-se com Katharine Beck de Brookline, Massachusetts. Tiveram dois filhos: Frederick Beck Patterson e Dorothy Forster Patterson. A Sra. Patterson morreu de difteria em junho de 1894 aos 28 anos. O sobrinho de John, o Tenente Frank Patterson, foi morto em 1918 quando sua aeronave militar caiu perto de Dayton, Ohio, uma das primeiras baixas da Primeira Guerra Mundial nos EUA. A Base Aérea Wright-Patterson foi renomeada em sua memória assim como para homenagear os Irmãos Wright sediados em Dayton.
Patterson morava em sua propriedade de chalé suíço "The Far Hills" em Oakwood, Condado de Montgomery, Ohio. Patterson amava as Adirondacks e construiu sua propriedade de verão no Lago Beaver, no Rio Beaver a leste de Lowville, NY. Sua família construiu duas outras propriedades no lago. Todas as três propriedades ainda existem, duas como acampamentos de igreja (Beaver Camp e Unirondack), uma como pousada privada.

## Morte e legado
Patterson morreu em 7 de maio de 1922, dois dias após revisar planos com o General Billy Mitchell para desenvolver um centro de pesquisa em aviação em Dayton. Está enterrado no Cemitério Woodland, Dayton, Ohio. Não deixou grande fortuna devido aos seus gastos com programas sociais em sua empresa, e porque acreditava que "mortalhas não têm bolsos."  Deixou a propriedade da empresa para seu filho Frederick Beck Patterson.  $55 milhões em ações foram posteriormente oferecidos ao público pela Dillon, Read & Co. em janeiro de 1926 numa oferta pública inicial, que foi notada na edição de 4 de janeiro de 1926 do New York Times como "a maior oferta única de ações na história do país."
Sr. Patterson foi induzido ao Hall da Fama de Negócios dos EUA da Junior Achievement em 1979.
Os métodos de Patterson influenciaram os negócios dos Estados Unidos por uma geração.